# Дорфарје
Дорфарје (словен. Dorfarje) је насељено место у општини Шкофја Лока, Горењска регија, Словенија.

## Историја
До територијалне реорганизације у Словенији било су у саставу старе општине Шкофја Лока.

## Становништво
У попису становништва из 2011. године, Дорфарје је имало 209 становника.
| Број становника према пописима | Број становника према пописима | Број становника према пописима |
| ------------------------------ | ------------------------------ | ------------------------------ |
| 1991                           | 2002                           | 2011                           |
| 172                            | 176                            | 209                            |